# Marjorie Woodworth
Pour les articles homonymes, voir Woodworth.
Marjorie Woodworth, née le 5 juin 1919 et morte le 23 août 2000, est une actrice américaine dont la carrière s'est déroulée dans les années 1940.

## Biographie
Marjorie nait à Inglewood en Californie, où elle fait partie de la fanfare de l'université de Californie du Sud.
Elle apparait dans Chantez, dansez, mes belles !, Histoire de fous et Broadway Limited, puis elle un contrat signe avec le studio Hal Roach, pour qui elle tourne dans : Niagara Falls, Le Collège en folie, Brooklyn Orchid, Flying with Music, The McGuerins from Brooklyn, Prairie Chickens, Yanks Ahoy. 
Après avoir quitté Hal Roach Studios, elle obtient de petits rôles dans : A Wave, a WAC and a Marine, Sa dernière course, You Came Along, In Fast Company et La Rapace.
Elle meurt en 2000 et est inhumée à Inglewood (Californie).

## Filmographie

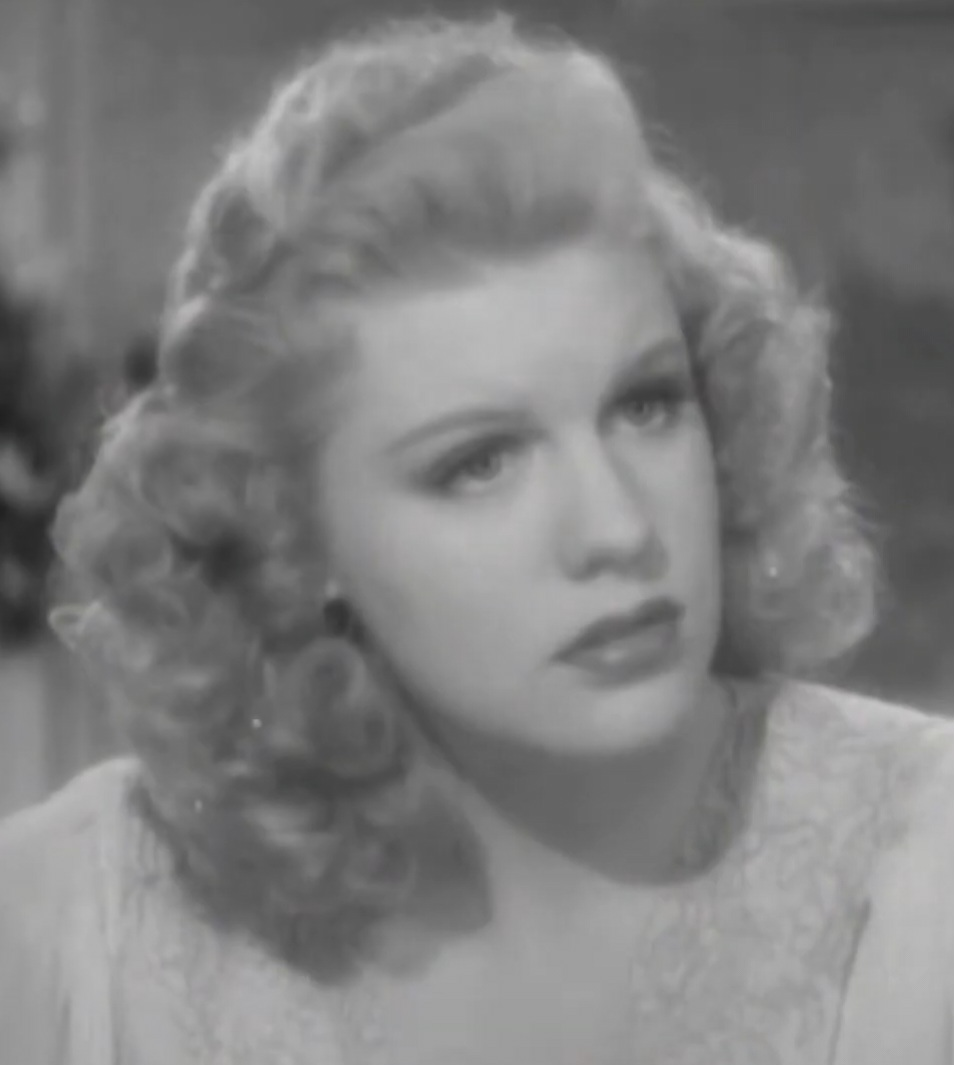
Marjorie Woodworth dans Broadway Limited en 1941.

- 1938 : La Folle Parade (Alexander's Ragtime Band) (figuration)[3]
- 1940 : Chantez, dansez, mes belles ! (Dance, Girl)
- 1941 : Histoire de fous (Road Show) : Alice
- 1941 : Le Rapt du rapide 5 (Broadway Limited)
- 1941 : Niagara Falls : Margie Blake
- 1941 : Le Collège en folie (All-American Co-Ed)
- 1942 : Brooklyn Orchid
- 1942 : Flying with Music : Ann Andrews
- 1942 : The Devil with Hitler
- 1942 : The McGuerins from Brooklyn
- 1943 : Prairie Chickens
- 1943 : Yanks Ahoy
- 1944 : A Wave, a WAC and a Marine
- 1945 : Sa dernière course (Salty O'Rourke)
- 1945 : You Came Along
- 1946 : In Fast Company
- 1946 : La Rapace (Decoy)
- 1947 : Devil Shop